# Giulia Boschi
Giulia Boschi (Roma, 17 de diciembre de 1962) es una actriz italiana de cine y televisión.

## Carrera
Nacida en Roma, Boschi es la hija de la presentadora de televisión Aba Cercato. Hizo su debut en el cine en 1984 en la película de Francesca Comencini Pianoforte, ganando el premio a mejor actriz en el Festival de Cine de Río de Janeiro por su actuación en dicha película. También obtuvo un premio Nastro d'Argento en la categoría a mejor actriz nueva. En 1988 ganó el Ciak d'oro en la categoría a mejor actriz de reparto en Da grande.

## Filmografía seleccionada
- Pianoforte  (1984)
- Secrets Secrets  (1985)
- The Sicilian  (1986)
- Italian Night (1987)
- Da Grande  (1987)
- The Camels (1988)
- Chocolat (1988)
- Atto di dolore (1990)
- Porzûs (1997)